# Aphyllura
Aphyllura es un  género monotípico de insectos coleópteros curculiónidos, su única  especie es Aphyllura brenskei. Es el único género de la tribu Aphyllurini.